# Huntshaw Water
Huntshaw Water is een gehucht in het bestuurlijke gebied Torridge, in het Engelse graafschap Devon. Het maakt deel uit van de civil parish Huntshaw. Een voormalige herberg uit de zeventiende eeuw staat op de Britse monumentenlijst.